# ایزیدور سائورس
ایزیدور سائورس (انگلیسی: Isidor Sauers؛ زاده ۱۹۴۸) یک فیزیک‌دان اهل ایالات متحده آمریکا است.